# Karel Albrecht (politik)
Karel Albrecht (31. října 1861 Vyškov – 26. června 1911 Vyškov) byl rakouský politik z Moravy; poslanec Moravského zemského sněmu a starosta Vyškova.

## Biografie
Byl synem vyškovského soukeníka Josefa Albrechta a Marie rozené Vrtílkové. Profesí byl obchodníkem s kůžemi ve Vyškově. Karel se roku 1895 oženil s Adélou, dcerou Ferdinanda Hona (soukeníka) a Marie rozené Langové.
Počátkem 20. století patřil mezi hlavní postavy české komunální politiky ve Vyškově a podílel se na ovládnutí radnice Čechy. Od roku 1890 zasedal v obecním výboru a v letech 1910–1911 zastával funkci starosty Vyškova. Byl aktivní i jako živnostenský organizátor. Redigoval list Vyškovské noviny, založený roku 1892.
Počátkem 20. století se zapojil i do vysoké politiky. V zemských volbách v roce 1906 byl zvolen na Moravský zemský sněm, kde zastupoval kurii městskou, český obvod Vyškov, Bučovice, Slavkov atd. V roce 1906 se na sněm dostal jako kandidát mladočechů, respektive jejich moravské odnože, Lidové strany na Moravě. V květnu 1907 se vzdal mandátu. Důvodem byly útoky, které proti němu byly vedeny z Moravské strany pokrokové, respektive jejího listu Moravský kraj, a které se měly dotýkat jeho cti. Byl tehdy jediným českým zemským poslancem z řad živnostníků. Na sněm byl znovuzvolen již 1. října 1907. I v těchto doplňovacích volbách je uváděn coby mladočech. Neúspěšně tehdy kandidoval i ve volbách do Říšské rady roku 1907.
Zemřel v červnu 1911. Příčinou úmrtí byla podle matriky rakovina střev a jater.